# 세레니티 (2005년 영화)
《세레니티》(영어: Serenity)는 2005년 개봉한 미국의 SF 액션 영화이다. 조스 웨던의 영화 감독 데뷔작이며, 그가 각본 역시 맡았다. 2002년 폭스 드라마 《파이어플라이》와 이어지는 작품이다.

## 출연

### 주연
- 나단 필리온
- 지나 토레스

### 조연
- 알란 터딕
- 모레나 바카린
- 아담 볼드윈
- 쥬얼 스테이트
- 숀 마허
- 섬머 글루
- 론 글래스
- 치웨텔 에지오포
- 데이빗 크럼홀츠
- 마이클 히치콕
- 사라 폴슨
- 얀 펠드만
- 라파엘 펠드만
- 넥타 로즈
- 타마라 테일러
- 글렌 하워튼
- 로건 오브라이언
- 말리 맥클린
- 스콧 킨워시
- 에릭 웨이너
- 코너 오브라이언
- 피터 제임스 스미스
- 캐리 세세 클린
- 척 오닐
- 트리스탄 자레드
- 일레인 리
- 테렌스 하디 주니어
- 콜린 패트릭 린치
- 테럴 틸포드
- 조슈아 마이클 퀴아트
- 린다 왕
- 마크 윈

## 기타
- 미술: 배리 추시드
- 세트: 래리 디아스
- 스턴트: J.J. 페리
- 의상: 루스 E. 카터
- 배역: 앤야 콜로프